# Hugh Bonneville
Hugh Richard Bonneville Williams DL (Paddington, 1963. november 10. –) angol színész. 
Egyik legismertebb alakítása Robert Crawley a Downton Abbey epizódjaiban. A sorozattal Golden Globe- és két egymást követő évben Primetime Emmy-jelölést szerzett. A szereplőgárda tagjaként három Screen Actors Guild-díjat is kapott. 
Szerepelt a Sztárom a párom, az Iris – Egy csodálatos női elme, a Műkincsvadászok és a Paddington című filmekben.

## Gyermekkora és tanulmányai
1963. november 10-én született a londoni Paddingtonban. Édesanyja ápolónő volt, édesapja pedig urológus szakorvos. A Dulwich College Preparatory Schoolban, valamint a Sherborne Schoolban tanult.
A középiskolai tanulmányait követően teológiát végzett a cambridge-i Corpus Christi College-ban, majd színészetet tanult a londoni Webber Douglas Színművészeti Akadémián. Cambridge-ben 2-es eredménnyel végzett teológiából, és azóta azt mondta, hogy inkább színészkedik, mintsem tudományos munkát végezne.
Bonneville a Nemzeti Ifjúsági Színház egyik öregdiákja is.

## Magánélete
1998-ban vette feleségül Lucinda "Lulu" Evanst. Fiukkal, Felixszel West Sussexben élnek.
2009-ben Bonneville volt Justice Fosse hangja Joseph Crilly Kitty and Damnation című darabjában, amelyet a kenti Lion & Unicorn Színházban (Kentish Town) mutattak be a Giant Olive Theatre Company számára. Nem sokkal később ő lett a Giant Olive első mecénása. Bonneville a londoni Scene & Heard gyermekjótékonysági szervezet védnöke és a WaterAid nagykövete is.
2019-ben Bonneville-t kinevezték West Sussex hadnagyának helyettesévé.

## Filmográfia

### Film
| Év   | Magyar cím                        | Eredeti cím                            | Szerep                          | Magyar hang      |
| ---- | --------------------------------- | -------------------------------------- | ------------------------------- | ---------------- |
| 1994 | Frankenstein                      | Mary Shelley's Frankenstein            | Schiller                        |                  |
| 1997 | A holnap markában                 | Tomorrow Never Dies                    | légvédelmi tiszt                | Pálfai Péter     |
| 1999 | Sztárom a párom                   | Notting Hill                           | Bernie                          | Csuja Imre       |
| 1999 | Sztárom a párom                   | Notting Hill                           | Bernie                          | Czvetkó Sándor   |
| 1999 | Mansfield Park                    | Mansfield Park                         | Mr. Rushworth                   | Juhász György    |
| 2001 | Fújd szárazra, édes!              | Blow Dry                               | Louis                           | Moser Károly     |
| 2001 | Magas sarok, alvilág              | High Heels and Low Lifes               | Farmer                          | Hannus Zoltán    |
| 2001 | A király új ruhája                | The Emperor's New Clothes              | Bertrand                        |                  |
| 2001 | Iris – Egy csodálatos női elme    | Iris                                   | fiatal John Bayley              | Csankó Zoltán    |
| 2003 |                                   | Conspiracy of Silence                  | Jack Dowling atya               |                  |
| 2004 | Piccadilly Jim                    | Piccadilly Jim                         | Lord Wisbeach                   | Kerekes József   |
| 2004 | Nőies játékok                     | Stage Beauty                           | Samuel Pepys                    | Gyabronka József |
| 2005 | Lélektől lélekig                  | Man to Man                             | Fraser McBride                  | Sörös Sándor     |
| 2005 |                                   | Asylum                                 | Max Raphael                     |                  |
| 2005 | Osztályalsó                       | Underclassman                          | Felix Powers igazgató           |                  |
| 2006 | Szex és szerelem                  | Scenes of a Sexual Nature              | Gerry                           | Besenczi Árpád   |
| 2007 | Négy utolsó dal                   | Four Last Songs                        | Sebastian Burrows               |                  |
| 2007 |                                   | Hola to the World (rövidfilm)          | festő                           |                  |
| 2008 |                                   | One of Those Days (rövidfilm)          | Mr Burrell                      |                  |
| 2008 |                                   | French Film                            | Jed                             |                  |
| 2009 |                                   | Knife Edge                             | Charles Pollock                 |                  |
| 2009 | A Dicső 39                        | Glorious 39                            | Gilbert Williams                | Koncz István     |
| 2009 |                                   | From Time to Time                      | Oldknow százados                |                  |
| 2010 |                                   | Critical Eye (rövidfilm)               | Brian                           |                  |
| 2010 | Sanghaj                           | Shanghai                               | Ben Sanger                      | Holl Nándor      |
| 2010 | Utolsó utazás                     | Third Star                             | tengerparton keresgélő férfi    | Schneider Zoltán |
| 2010 |                                   | Burke & Hare                           | [Lord Harrington                |                  |
| 2010 |                                   | Hippie Hippie Shake (nem mutatták be)  | John Mortimer                   |                  |
| 2014 | Műkincsvadászok                   | The Monuments Men                      | Donald Jeffries hadnagy         | Csankó Zoltán    |
| 2014 | Muppet-krimi: Körözés alatt       | Muppets Most Wanted                    | ír újságíró                     |                  |
| 2014 | Paddington                        | Paddington                             | Henry Brown                     | Csankó Zoltán    |
| 2015 |                                   | Silent Hours                           | William Calthorpe parancsnok    |                  |
| 2017 | Az alkirály háza                  | Viceroy's House                        | Lajos Ferenc battenbergi herceg | Csankó Zoltán    |
| 2017 | Paddington 2.                     | Paddington 2                           | Henry Brown                     | Csankó Zoltán    |
| 2017 | Thomas, a gőzmozdony: Túl Sodoron | Thomas & Friends: Journey Beyond Sodor | Merlin (hangja)                 |                  |
| 2017 | Lélegzetvétel                     | Breathe                                | Teddy Hall                      | Tarján Péter     |
| 2019 |                                   | The Corrupted                          | Anthony Hammond                 |                  |
| 2019 | Downton Abbey                     | Downton Abbey                          | Robert Crawley, Grantham grófja | Rosta Sándor     |
| 2020 | A Jangle család karácsonya        | Jingle Jangle: A Christmas Journey     | Mr. Delacroix                   | Rosta Sándor     |
| 2021 |                                   | To Olivia                              | Roald Dahl                      |                  |
| 2022 | Downton Abbey: Egy új korszak     | Downton Abbey: A New Era               | Robert Crawley, Grantham grófja | Rosta Sándor     |
| 2022 | Beugrottam                        | I Came By                              | Sir Hector Blake                | Csankó Zoltán    |
| 2022 | Fantasztikus Maurícius            | The Amazing Maurice                    | Polgármester (hangja)           | Csankó Zoltán    |
| 2023 | Múmiák                            | Mummies                                | Lord Sylvester Carnaby (hangja) |                  |
| 2023 |                                   | Bank of Dave                           | Sir Charles                     |                  |
| 2023 |                                   | Ozi: Voice of the Forest               | narrátor (hangja)               |                  |
| 2024 | Paddington Peruban                | Paddington in Peru                     | Henry Brown                     | Csankó Zoltán    |

## Fordítás
- Ez a szócikk részben vagy egészben  a   Hugh Bonneville című angol Wikipédia-szócikk ezen változatának fordításán alapul.  Az eredeti cikk szerkesztőit annak laptörténete sorolja fel. Ez a jelzés csupán a megfogalmazás eredetét és a szerzői jogokat jelzi, nem szolgál a cikkben szereplő információk forrásmegjelöléseként.